# Reprezentacja Tajlandii w piłce wodnej kobiet
Reprezentacja Tajlandii w piłce wodnej kobiet – zespół, biorący udział w imieniu Tajlandii w meczach i sportowych imprezach międzynarodowych w piłce wodnej, powoływany przez selekcjonera, w którym mogą występować wyłącznie zawodnicy posiadający obywatelstwo tajskie. Za jej funkcjonowanie odpowiedzialny jest Tajski Związek Pływacki (TSA), który jest członkiem Międzynarodowej Federacji Pływackiej.